# Zöld őszibarack-levéltetű
A zöld őszibarack-levéltetű (Myzus persicae), a rovarok (Insecta) osztályába, ezen belül a félfedelesszárnyúak (Hemiptera) rendjének valódi levéltetűfélék (Aphididae) családjába tartozó faj.
Mezőgazdasági kártevő, gazdanövények százain táplálkozik. A nyári hónapok alatt a kártevő elhagyja eredeti gazdanövényeit és másodlagos gazdanövényekre települ át.

## Előfordulása
Világszerte előfordul, képes elviselni a szélsőséges környezeteket is. Egyaránt károsíthat szántóföldeken, házi kertekben, üvegházakban.

## Megjelenése
A kifejlett egyedek nemzedéktől függően 2,6-1,9 mm hosszúságúak, egyes nemzedékek szárnyatlanok, mások egy pár áttetsző hártyás szárnyat viselnek. A szárnyatlan nemzedékek sárgászöld színezetűek, míg a szárnyasok feje és tora fekete, potrohuk világoszöld, fekete középfolttal.

## Életmódja
Fellépésük az őszibarackfákon olyan rövid időre korlátozódik, hogy nem okoznak rajta jelentős kárt.
Nyári tápnövényeik fajszáma körülbelül 400-ra tehető, rajtuk szaporodnak el jelentősebben. Leginkább lágyszárú növények fonákjain élnek, szívogatnak a nyár folyamán.

### Nemzedékváltás
Rügypattanás idején kikelnek az első lárvák az áttelelt petékből, melyekből hamar kifejlődnek a szárnyatlan ősanyák. Az őszibarackon fejlődő második nemzedék zöme május elején már szárnyas nőstényekből áll, melyek az őszibarackról nyári tápnövényeikre repülnek.
A nyár folyamán a nyári tápnövényeken gyors ütemben több szárnyatlan nőstényekből álló nemzedék követi egymást.
Nyár végén ismét szárnyas egyedek fejlődnek, melyek visszarepülnek az őszibarackra. A levelek fonákján telepszenek meg, ahol további szárnyatlan nőstényekké fejlődő lárvát hoznak a világra elevenszüléssel.
Októberben megérkeznek a nyári tápnövényekről a szárnyas hímek is, melyek az ekkorra kifejlődött szárnyatlan nőstényeket megtermékenyítik.
A párzás után a nőstények 6-8 petét raknak le a hajtásokra a rügyek mellé és mögé, melyek áttelelnek.
A peték kezdetben zöldek, majd fokozatosan sötétednek, végül fényes fekete színűvé válnak, melyek képesek a téli fagyok elviselésére is

## Kártétele
Elsődleges gazdanövénye az őszibarack, melyet azonban a tavasz folyamán elhagy, és lágyszárú zöldség- és dísznövényeket károsít.
Gazdanövényei lehetnek például: uborka, tök, görögdinnye, spárga, bab, répafélék, brokkoli, káposzta, zeller, kukorica, padlizsán, saláta, mustár, borsó, paprika, burgonya, paradicsom.
Károkat elsősorban a növények leveleinek szívogatásával okoz. Szívogatásának nyomán nem torzulnak, nem sodródnak be a levelek, hajtások, hanem kisebbek maradnak, megsárgulnak és idő előtt lehullanak.
Másodlagos kártételként, a faj által kibocsátott mézharmaton a korompenész is megjelenhet.

### Védekezés
Fontos, a gyomnövények, és megmaradó egyéb fertőzött növényi részek begyűjtése és megsemmisítése.
Használhatók felszívódó rovarirtó szerek is, melyek hosszú ideig nyújtanak védelmet a kártevő ellen, azonban előfordulhat rezisztencia kialakulása is.